# Brescia Calcio
Brescia Calcio bio je talijanski nogometni klub iz Brescie, Lombardija.
Klub je osnovan 1911., a ugašen 2025. 
Klupske boje su plava i bijela.

## Povijest
Klub je osnovan 1911. godine pod imenom Brescia Football Club. Te se godine pridružio natjecateljskom razredu Terza Categoria. Godine 1913. Brescia se prvi put plasirala u prvu diziviju. Od 1929. je igrala u Serie A 6 od 7 sezona. Klub je igrao u dvjema najboljim divizijama od 1982. godine, a onda je ispala u Serie C1. Godine 1985. se vratila u Serie B. 

## Uspjesi
- Serie B: 1964./65., 1991./92., 1996./97., 2018./19
- Serie C: 1938./39., 1984./85.
- Coppa dell'Amicizi: 1967.
- Anglo-talijanski Liga kup: 1993./94.
- Nova Supersports kup: 2000.

## Poznati igrači
- Roberto Baggio
- Alessandro Altobelli
- Andrea Pirlo
- Luca Toni
- Dario Hübner
- Stephen Appiah
- Roberto Baronio
- Manfred Binz
- Josep Guardiola
- Luca Castellazzi
- Gheorghe Hagi
- Aimo Diana
- Francesco Flachi
- Emiliano Bonazzoli
- Paolo Castellini

## Poznati treneri
- Azeglio Vicini
- Edoardo Reja
- György Sárosi
- Zdeněk Zeman
- Mircea Lucescu

## Vanjske poveznice
- Službena web-stranica